# Honkai Impact 3rd
Honkai Impact 3rd (кит. 崩坏 3 Бэн хуай 3; букв. Коллапс 3) — условно-бесплатная трёхмерная ролевая игра с элементами экшена, разработанная и изданная китайской компанией miHoYo (за пределами материкового Китая издаётся Cognosphere под брендом HoYoverse). Игра является духовным наследником Houkai Gakuen 2 и заимствует многих персонажей, представляя их в рамках нового сюжета. Honkai Impact 3rd сочетает различные жанры: от слэшеров и симуляторов жизни до элементов bullet hell, платформеров, скролл-шутеров и dungeon crawling в различных одиночных и многопользовательских режимах. Игра использует систему гача. Изначально игра была выпущена для мобильных устройств, но затем была портирована на Microsoft Windows.
29 февраля 2024 года вышло масштабное расширение игры под названием Honkai Impact 3rd Part 2. Это обновление, построенное на основе существующей игры, ознаменовало начало второй крупной сюжетной арки, в которую вошли новые персонажи, переработанный интерфейс, обновлённый движок и переход от структуры на основе миссий к ограниченной структуре открытого мира.
Вселенная Honkai Impact 3rd не ограничивается только игрой. Сюжетная линия также представлена в различных дополнительных медиа, включая серию анимационных короткометражек, несколько серий маньхуа и рекламные видеоролики.

## Этимология названия
Слово «Honkai» является искажением японского 崩壊 (ほうかい, «коллапс» или «распад»), произносится как «хо: кай», что является прямым переводом китайского 崩坏 (бэн хуай). Оригинальное название игры в прямом переводе с китайского «Honkai 3». В английской версии присутствует слово «Impact», что добавляет контекста. «Honkai Impact» дословно можно перевести как «Удар Хонкая», имея в виду крупномасштабную катастрофу, которая совпадает с рождением Херршера (Herrscher), а сюжет игры начинается в эпоху после 3-го удара.

## Игровой процесс
Основу игрового процесса составляют сражения в реальном времени, где игрок управляет командой из трёх персонажей, именуемых Валькириями. Каждая Валькирия обладает уникальным набором способностей и принадлежит к одному из типов, формирующих сложную систему взаимных преимуществ и недостатков. Боевая система позволяет свободно переключаться между персонажами, использовать специальные атаки и ультимативные способности, уклоняться от атак противников и комбинировать навыки разных Валькирий. Персонализация и прогрессия осуществляются через систему экипировки, включающую оружие и особые артефакты — Стигматы. Новые персонажи и снаряжение доступны через внутриигровое создание и механику гача.
Honkai Impact 3rd имеет различные игровые режимы. Одиночная игра представлена сюжетной кампанией, Хрониками (побочными историями) и режимом открытого мира. Многопользовательская составляющая включает Мемориальную Арену, где игроки соревнуются против боссов, и Бездну с прогрессивными битвами против других игроков. Социальные элементы реализованы через систему Армад (игровых гильдий) и режим Общежития, позволяющий взаимодействовать с персонажами вне боёв. Дополнительные механики включают мини-игры различных жанров, от bullet hell до платформеров, а также периодические событийные режимы.
Визуально игра выполнена в аниме-эстетике и отличается детализированными моделями персонажей и окружения. Сюжет подаётся через кат-сцены, диалоги и полноценные видеоролики, формируя комплексную вселенную с собственной мифологией и историей.
Honkai Impact 3rd распространяется по модели free-to-play с внутриигровыми покупками. Основным источником монетизации служит система гача для получения новых персонажей и редкого снаряжения. Игра доступна на мобильных устройствах (iOS и Android) и персональных компьютерах (Windows). Разработчики регулярно выпускают обновления, расширяющие игровой контент и вводящие новые механики.

## Сюжет
Действие Honkai Impact 3rd разворачивается в альтернативной версии Земли, страдающей от катастроф, вызванных силой под названием Хонкай. Хонкай представляется как зловещая сила, обладающая собственной волей. Она способна развращать, подчинять или искажать людей (от манипуляции сознанием и болезней до превращения в нежить), создавать различных монстров и наделять отдельных индивидов богоподобными силами, позволяя им вызывать апокалиптические события. Эти сверхлюди известны как Херршеры. Хонкай — циклическое явление, возвращающееся, чтобы испытать цивилизацию на Земле каждый раз, когда она становится слишком развитой.
События игры происходят в 2015 году Текущей Эры, при этом технологически продвинутая Предыдущая Эра закончилась 50 000 лет назад. В Текущей Эре существуют различные глобальные фракции, борющиеся с Хонкай или стремящиеся использовать её в своих целях. К ним относятся: Шикзаль — европейская миротворческая организация, направляющая человеческих воинов, известных как Валькирии, на борьбу с Хонкай; Анти-Энтропия — бывшее североамериканское отделение Шикзаль, выступившее против использования человеческих солдат в пользу механизированных роботов; и Мировой Змей — теневая организация, манипулирующая событиями с конца Предыдущей Эры.
В Текущей Эре уже произошло три пробуждения Херршеров (или Импакта): Херршер Разума, ставший лидером Анти-Энтропии вместо борьбы с человечеством; Херршер Пустоты, побежденный Шикзалем и Анти-Энтропией в 2000 году; и Херршер Грома, чье полное пробуждение было предотвращено, после чего она была отправлена на обучение в качестве Валькирии в Академию.

## Разработка
В начале разработки Honkai Impact 3rd над проектом трудилось всего семь человек, но к 2018 году команда значительно расширилась, достигнув численности в более 200 сотрудников. Компания miHoYo активно взаимодействует с игроками, предлагая небольшие вознаграждения в виде внутриигровой валюты за заполнение опросов об игровом опыте. Это позволяет разработчикам оперативно корректировать будущие события и совершенствовать игру. Благодаря такому подходу Honkai Impact 3rd находится в режиме непрерывных обновлений, регулярно получая исправления ошибок и новый контент. С момента запуска игра претерпела множество существенных изменений, включая полное переписывание первых двух глав сюжета в обновлении декабря 2018 года. Разработчики заявляли, что их решение сделать Honkai Impact 3rd условно-бесплатной игрой (вместо премиальной или платной) было принято с целью сделать игру более доступной для игроков. На боевую систему Honkai Impact 3rd значительное влияние оказали игры Devil May Cry и Bayonetta.
Пользователи домашних компьютеров первоначально эмулировали Honkai Impact 3rd но с выходом обновления, затруднившего этот процесс, разработчики приняли решение о создании официальной версии игры для персональных компьютеров. Она была выпущена 26 декабря 2019 года. В феврале 2024 года вышло крупное обновление под названием Honkai Impact 3rd Part 2. Оно внесло существенные изменения в игру, включая начало нового сюжетного этапа, добавление новых персонажей, обновление пользовательского интерфейса и игрового движка. Кроме того, структура игрового процесса была изменена: вместо прежней системы, основанной на отдельных миссиях, была введена ограниченная версия открытого мира.

## Другие факты
Игра является духовным наследником Houkai Gakuen 2, предыдущей игры miHoYo, заимствует у неё основных персонажей, но рассказывает другую историю.
Франшиза Honkai Impact 3rd помимо игры, включает в себя мини аниме-сериал «Готовим с валькириями» (Nu wushen de canzhuo) и несколько серий манги.
В апреле 2021 года на парковке у здания miHoYo в Шанхае был задержан мужчина с ножом, являющийся фанатом игры. Он планировал убить двух основателей компании, после чего покончить жизнь самоубийством. Покушение было связано с добавлением костюмов зайчиков в стиле Playboy, которые вызвали скандал на китайском рынке.
Российская фигуристка Евгения Медведева снялась в трейлере игры в образе одного из персонажей. Ролик был приурочен к рождественской и новогодней рекламной кампании.

## Критика
| Иноязычные издания | Иноязычные издания |
| Издание            | Оценка             |
| ------------------ | ------------------ |
| Jeuxvideo.com      | 15 из 20           |

Игра первоначально привлекла большую фанатскую базу в Азии, прежде чем распространиться по всему миру. Впервые выпущенная в Китае в конце 2016 года, она достигла 1 миллиона загрузок в Японии через 11 дней после выхода. По данным IGN, к 28 марта 2018 года Honkai Impact 3rd была загружена в общей сложности 35 миллионов раз по всему миру. Игра была выпущена в Корее, Тайване, Юго-Восточной Азии, Северной Америке и Европе. Она поддерживает множество языков, включая упрощенный и традиционный китайский, английский, японский, корейский, вьетнамский, тайский, французский, немецкий и индонезийский, с озвучкой на китайском и японском языках.
В статье 2017 года на сайте Ungeek.com отмечается, что некоторые системы позднего этапа игры неинтуитивны, а большой размер загрузки для мобильной игры рассматривается как недостаток. При этом обзор высоко оценивает визуальное качество игры, легкость освоения игрового процесса и общее качество продукта. В статье также упоминается, что качество игры сопоставимо с консольными играми. Также автор сайта Onplay.gg ставит игре оценку 8.7 из 10, отмечает приятную 3D-графику, дизайн персонажей и увлекательный сюжет, но ругает игру за gacha-механику и большой объём игры в памяти устройства.
Критик французского сайта Jeuxvideo положительно оценил простой, но эффективный игровой процесс Honkai Impact 3rd, разнообразие персонажей, визуальную составляющую и обширную, интересную для изучения вселенную игры. Обозреватель отметил регулярные обновления и множество игровых режимов как сильные стороны. Однако были выделены и недостатки, включая перегруженный интерфейс, иногда сложную для восприятия боевую систему из-за большого количества врагов на экране, а также потенциально низкую реиграбельность, несмотря на разнообразие режимов.
Выход Genshin Impact в целом подтянул популярность старшего проекта разработчиков, в связи с чем игра стала попадать в некоторые тематические подборки популярных ресурсов про игры.